# عبد الله ابن حجيرة
عبد الله بن عبد الرحمن بن حجيرة الخولاني، أبو عبد الرحمن المصري. وهو ابن حجيرة الأصغر، قاضي مصر، وابن قاضيها .
ولي القضاء بمصر مرتين الأولى من قبل الأمير قرة بن شريك في ربيع الآخر سنة تسعين إلى أن صُرف عنها في جمادى الأولى سنة ثلاث وتسعين ، ثم وليّ القضاء بها من قبل الأمير عبد الملك بن رفاعة وهي ولايته الثانية في رجب سنة سبع وتسعين .
وجُمع لهُ القضاء وبيت المال فوليها إلى أن سلخ سنة ثمان وتسعين وصرف عن القضاء .

## كُتب عنه
قال النسائي : ليس به بأس .
وذكره إبن حبان في كتاب الثقات .
وذكره أبو عمر الكندي في قضاة مصر .

## رواياته
روى له النسائي : في اليوم والليلة حديثاً واحداً وقد وقع لنا
بعلو عنه.
اخبرنا به أبو الفرج بن قدامه ، وأبو الغنائم بن علام ، وأحمد بن شيبان ، قالوا : أخبرنا حنبل ، قال : أخبرنا ابن الحصين ، قال : أخبرنا ابن المذهب ، قال : أخبرنا القطيعي ، قال : حدثنا عبد الله بن أحمد ، قال : حدثني أبي ، قال : حدثنا أبو عبد الرحمن ، قال : حدثنا سعيد . قال : حدثني عبد الله بن الوليد ، عن أبي حجيرة ، عن أبيه ، عن أبي هريرة أن رسول الله صلى الله عليه وسلم أوصى سلمان الخير ، فقال :إن نبي الله يريد أن يمنحك كلماتٍ ، فأسألهن الرحمن ترغب إليه فيهن ، وتدعوا بهن بالليل والنهار ؛ قل : اللهم إني أسألك صحة إيمان ، وإيماناً في خُلق حسن ، ونجاحاً يتبعه فلاح ، ورحمةً منك وعافيةً ومغفرة منك ، ورضواناً .